# Pseudocercopis longirostris
Pseudocercopis longirostris är en insektsart som beskrevs av Schmidt 1920. Pseudocercopis longirostris ingår i släktet Pseudocercopis och familjen spottstritar. Inga underarter finns listade i Catalogue of Life.